# امیل کروکویچ پژدژمیرسکی
امیل کروکویچ پژدژمیرسکی (لهستانی: Emil Krukowicz-Przedrzymirski; ۲۵ ژانویهٔ ۱۸۸۶ – ۲۵ مهٔ ۱۹۵۷) یک ژنرال لهستانی است.
او در سال ۱۸۸۶ به دنیا آمد و ابتدا به عنوان افسر توپخانه در نیروی زمینی اتریش-مجارستان در جنگ جهانی اول خدمت نمود. پژدژمیرسکی در سال ۱۹۱۸ به نیروی زمینی لهستان پیوست و در جنگ شوروی و لهستان حضور داشت که به پاس خدماتش در این جنگ به نشان ویرتوتی میلیتاری نائل آمد.
پژدژمیرسکی در سال ۱۹۳۱ به درجه ژنرالی رسید و هنگام تهاجم آلمان به لهستان در سال ۱۹۳۹ فرماندهی ارتش مودلین را به عهده داشت. او در این مرحله توسط نیروهای آلمان اسیر شد و باقی ایام جنگ جهانی دوم را در اسارت گذراند. پژدژمیرسکی پس از آزادی باقی عمر خود را به عنوان پناهنده در بریتانیا و کانادا گذراند و در سال ۱۹۵۷ درگذشت.
هنریک کروکویچ پژدژمیرسکی اسکیت‌کار معروف لهستانی برادر امیل کروکویچ پژدژمیرسکی است.

## نشان‌های افتخار
- صلیب نقره ویرتوتی میلیتاری
- صلیب افسران نشان افتخار تولد لهستان
- صلیب شایستگی (لهستان)
- نشان یادبود جنگ ۱۹۲۱–۱۹۱۸
- نشان دهمین سالگرد کسب دوباره استقلال
- نشان نقره برای خدمت طولانی
- نشان طلای افتخار انجمن رزمندگان لهستان
- نشان ستاره رومانی
- صلیب شایستگی (مجارستان)